# Matt Brazier
Matt Brazier (Whipps Cross, 1976. július 2. – 2019. február 4.) angol labdarúgó, középpályás.

## Pályafutása
A Queens Park Rangers korosztályos csapatában kezdte a labdarúgást, ahol 1994-ben mutatkozott be az első csapatban. 1998–99-ben a Fulham játékosa volt, de közben 1998-ben kölcsönben a walesi Cardiff City csapatában is szerepelt. 1999 és 2002 között a Cardiff City szerződtetett labdarúgója volt. 2002 és 2004 között a Leyton Orient együttesében játszott.
2019. február 4-én 42 éves korában non-Hodgkin limfóma következtében hunyt el.